# Guttigoli, Ramdurg
Guttigoli là một làng thuộc tehsil Ramdurg, huyện Belgaum, bang Karnataka, Ấn Độ.